# Andreas Lampl
Andreas Lampl (* 31. Jänner 1961 in Wien) ist ein österreichischer Wirtschaftsjournalist.

## Leben
Lampl studierte Germanistik und Philosophie an der Universität Wien und schloss 1985 mit dem akademischer Grad Magister ab. 1988 übernahm er die Verantwortung für die Kommunikation bei der Staatsholding ÖIAG.
1992 ging er als Wirtschaftsredakteur zur Wochenzeitschrift News (Ressortleiter ab 1995). 1998 wechselte er als stellvertretender Chefredakteur zur Wochenzeitschrift Format. Von 2006 bis 2007 war er stellvertretender Chefredakteur der Tageszeitung Österreich. 2008 wurde er zunächst Chefredakteur von Format und parallel des Wirtschaftsmagazins trend.
Er war Juror und Beirat des Alfred-Worm-Preises für investigativen Journalismus.